# Kestulac
Kestulac (mađ. Kesztölc) je selo na samom sjeveru zapadne polovine Mađarske, podno gore Piliša, 15 km južno od Dunava. Kestulački je hrvatski toponim zabilježio Živko Mandić u podunavskom selu Senandriji.

## Upravna organizacija
Upravno pripada doroškoj mikroregiji u Komoransko-ostrogonskoj županiji. Poštanski je broj 2517. U Kestulcu djeluje slovačka manjinska samouprava.

## Stanovništvo
U Kestulcu je prema popisu 2001. živjelo 2569 stanovnika, većinom Mađara, 29,6% Slovaka, nešto Nijemaca, Bugara i Slovenaca.

## Vanjske poveznice
- Službene stranice